# Internationella onanidagen
| Internationella onanidagen |
| --- |
| Masturbation, teckning från 1916 av Gustav Klimt. - Betydelse – minnesdag för "rätten att onanera" - Tidpunkt – 7 maj; senare 28 maj (eller hela månaden maj) - Bakgrund – 1995 - Inspiration – Joycelyn Elders, USA:s tidigare hälsovårdschef |

Internationella onanidagen, även känd som nationella onanidagen (engelska: National Masturbation Day) är en årlig händelse för skydda och fira "rätten av onanera". Den instiftades 1995, inspirerad av USA:s tidigare hälsovårdschef Joycelyn Elders. Dagen firades ursprungligen 7 maj, numera allt oftare den 28 maj eller med hela månaden maj som en onanins månad.

## Historik
Dagen instiftades 1995 av den sexpositiva återförsäljaren Good Vibrations i San Francisco, med 7 maj som tilltänkt datum.
När Good Vibrations utlyste firandet av National Masturbation Day 1995, var det för att minnas USA:s tidigare hälsovårdschef Joycelyn Elders. Hon förorsakade en kontrovers och tvingades avgå för sina tankar om att inkludera onani som del av sexualupplysningen i landets allmänna skolor. I samband med firandet av Världsaidsdagen 1994 hade hon då fått frågan om onanins potential som medel för att leda bort fokus från tidiga sexuella aktiviteter (med andra).
Dagen har senare fått internationell spridning som internationella onanidagen. Den har ibland även expanderats till att omfatta hela maj månad, och från och med tioårsfirande 2005 har 28 maj (istället för 7 maj) kommit att lyftas fram som dag för firandet. Senare har den 28 maj kommit att få ökad uppmärksamhet som klimax under onanins månad maj.